# Isola Boffa
L'isola Boffa (in inglese Boffa Island) è una piccola isola antartica facente parte dell'arcipelago Windmill.

## Geografia
Localizzata ad una latitudine di 66° 28' sud e ad una longitudine di 110°37' est l'isola è lunga poco più di un chilometro e mezzo e si trova a pochi chilometri dalla penisola Browning, tra l'isola Bosner e l'isola Birkenhauer. La zona è stata mappata per la prima volta mediante ricognizione aerea durante l'operazione Highjump e l'operazione Windmill, negli anni 1947-1948. È stata intitolata dalla US-ACAN a W. C. Boffa, membro dello Strategic Air Command che ha supervisionato la costruzione di numerosi osservatori astronomici nella zona nel gennaio del 1948.